# Charles-Marie Desnos de La Grée
Charles-Marie Desnos de La Grée (Rennes en 1764 - Rennes le 2 décembre 1818), est un avocat, député au Conseil des Cinq-Cents et maire de Rennes.

## Biographie
Son père, Jean-Baptiste Desnos, (né à Montauban-de-Bretagne le 25 octobre 1746 - mort à Rennes en 1788), est procureur en la Cour, et sa mère, Marie-Anne-Françoise Le Verger. En 1764, il est syndic des procureurs au parlement de Bretagne. De 1771 à 1774, il est greffier en chef civil du parlement Maupeou : par un édit, le chancelier de Maupeou, en septembre 1771, tente autoritairement de substituer au parlement de Bretagne une cour de justice plus équitable. Jean-Baptiste Desnos de La Grée est le greffier en chef de cette nouvelle juridiction.
En 1764, à Rennes, naît Charles-Marie Desnos de La Grée.
En 1775, il épouse à Plaudren Thérèse-Marie-Vincente du Foussé d’Auzon.
Avant la Révolution, il est avocat au parlement, savant jurisconsulte.
Le 25 germinal an V (14 avril 1797), il est élu député d'Ille-et-Vilaine au Conseil des Cinq-cents par 263 voix sur 284 votants. Son élection est annulée le 18 fructidor (4 septembre 1797). Le Moniteur est complètement muet sur le compte de ce législateur.
Lors des attaques dirigées, en 1790, contre l'institution du domaine congéable, il publie, dans la vue de la faire maintenir et de prévenir la spoliation des propriétaires fonciers, les trois mémoires suivants, où sont exposés les vrais principes qui régissent cette matière :
- Mémoire sur les domaines congéables de Bretagne, régis sur les usements de Brouerec, Cornoailles et Tréguier et Gouello, Paris, Nyon, 1790, in-8°
- Dissertation sur les usements des domaines congéables dans les cantons de Cornoailles, Brouerec et Tréguier et Goello, Paris, Nyon, 1794, in-8°
- Réclamation contre le décret de l'Assemblée législative du 27 août 1792, (vieux style), qui enlève aux propriétaires des domaines congéables la propriété de leurs fonds, Rennes, J.-Félicité Vatar, an III, in-8°.

Nommé conseiller à la Cour royale de Rennes en 1816, il laisse une belle bibliothèque.
La Biographie bretonne de Prosper Levot, et le Dictionnaire des Parlementaires français de MM. Adolphe Robert et Gaston Cougny l’appellent à tort Jean-Baptiste-Marie. La notice de l’Assemblée nationale s’appuie sur ce dernier dictionnaire.

## Mandats
- 12/04/1797 - 26/12/1799  : Ille-et-Vilaine

## Sources
- Notice de l'Assemblée nationale
- Répertoire général de bio-bibliographie bretonne, par René Kerviler, J. Plihon et L. Hervé à Rennes, 1900, Tome 12
- Ressource relative à la vie publique :   - Base Sycomore
- Notices d'autorité :   - VIAF
  - ISNI
  - BnF (données)
 (avec la confusion sur le prénom Jean-Baptiste-Marie)